# 북삼초등학교 (경북)
북삼초등학교는 대한민국 경상북도 칠곡군 북삼읍 인평리에 있는 공립 초등학교다.

## 연혁
- 1935년 9월 1일 북삼공립보통학교(4년제) 개교
- 1938년 4월 1일 북삼공립심상소학교로 개칭
- 1941년 4월 1일 북삼공립국민학교로 개칭
- 1992년 3월 1일 오평분교장 편입
- 1996년 3월 1일 북삼초등학교로 개칭
- 2008년 12월 2일 거점초등학교(초등 방과 후) 영어체험교실 개관
- 2009년 9월 14일 인조잔디 운동장 개장
- 2016년 2월 17일 제78회 졸업식(졸업생 총 수 7,519명)
- 2016년 3월 1일 39학급 편성(특수1, 분교장2 포함), 유치원 4학급(분교장 1 포함)*
- 2017년 2월 10일 제79회 졸업식(졸업생 총 수 7,650명)
- 2017년 3월 1일 제24대 서금자 교장 부임
- 2017년 3월 1일 39학급 편성(특수1, 분교장2 포함) 유치원4학급(분교장 1 포함)

## 참고 자료
- 북삼초등학교 - 한국교육학술정보원 학교알리미